# Osvaldo Cáceres González
Osvaldo Cáceres González (Santiago, 19 de septiembre de 1926-Los Ángeles, 17 de febrero de 2022) fue un arquitecto y pintor chileno, cofundador de la Escuela de Arquitectura de la Universidad Técnica del Estado, actual Universidad del Bío-Bío.

## Biografía
Nacido en 1926, Cáceres González se tituló de arquitecto por la Universidad de Chile en 1950. En 1956 se radicó en Concepción tras obtener el primer lugar en el concurso de diseño del Edificio del Fondo de Indemnización de la Universidad de Concepción (FIUC), obra que desarrolló en conjunto con los arquitectos Gabriela González, Alejandro Rodríguez y Edmundo Buddenberg.
En 1961 fue el encargado de construir los dos estudios con que contó TV Bolívar, primer canal de televisión que tuvo la ciudad de Concepción y que realizaba transmisiones en circuito cerrado. A fines de la década de 1960, cofundó la Escuela de Arquitectura de la Universidad Técnica del Estado, actual Universidad del Bío-Bío, junto a los arquitectos Roberto Goycoolea, Augusto Iglesias, Víctor Lobos, Alejandro Durán y Pedro Tagle.
Durante el gobierno de Salvador Allende fue director regional de la Corporación de Mejoramiento Urbano (Cormu), siendo responsable de la construcción de tres edificios y una veintena de conjuntos habitacionales en Concepción, Talcahuano, Lota y Chillán.
En 1976, tres años después del golpe de Estado de 1973 que dio a inicio a la dictadura militar liderada por Augusto Pinochet, Cáceres González fue detenido, torturado y apresado por agentes de la Dirección de Inteligencia Nacional (DINA) en el estadio Ester Roa Rebolledo por siete meses. En ese periodo desarrolló una de sus principales libros: La Arquitectura del Chile Independiente, el cual fue publicado finalmente en 2007.
Al ser liberado, Cáceres se radicó en Los Ángeles, donde además de ejercer como columnista en el diario La Tribuna, contribuyó a la difusión de la cultura patrimonial y arquitectónica angelina, incluyendo la campaña para declarar la capilla del Hospital de Los Ángeles como monumento histórico. También participó en el diseño de diversos proyectos en el centro histórico, incluyendo el Centro España y el edificio municipal, además de obras comerciales, residenciales y urbanas.
En 2015 fue condecorado por la Universidad de Chile con la Medalla Claude François Brunet de Baines y en 2018 recibió el Premio Manuel Moreno Guerrero junto a Magdalena Gutiérrez por su aporte al patrimonio arquitectónico nacional.

## Obras destacadas

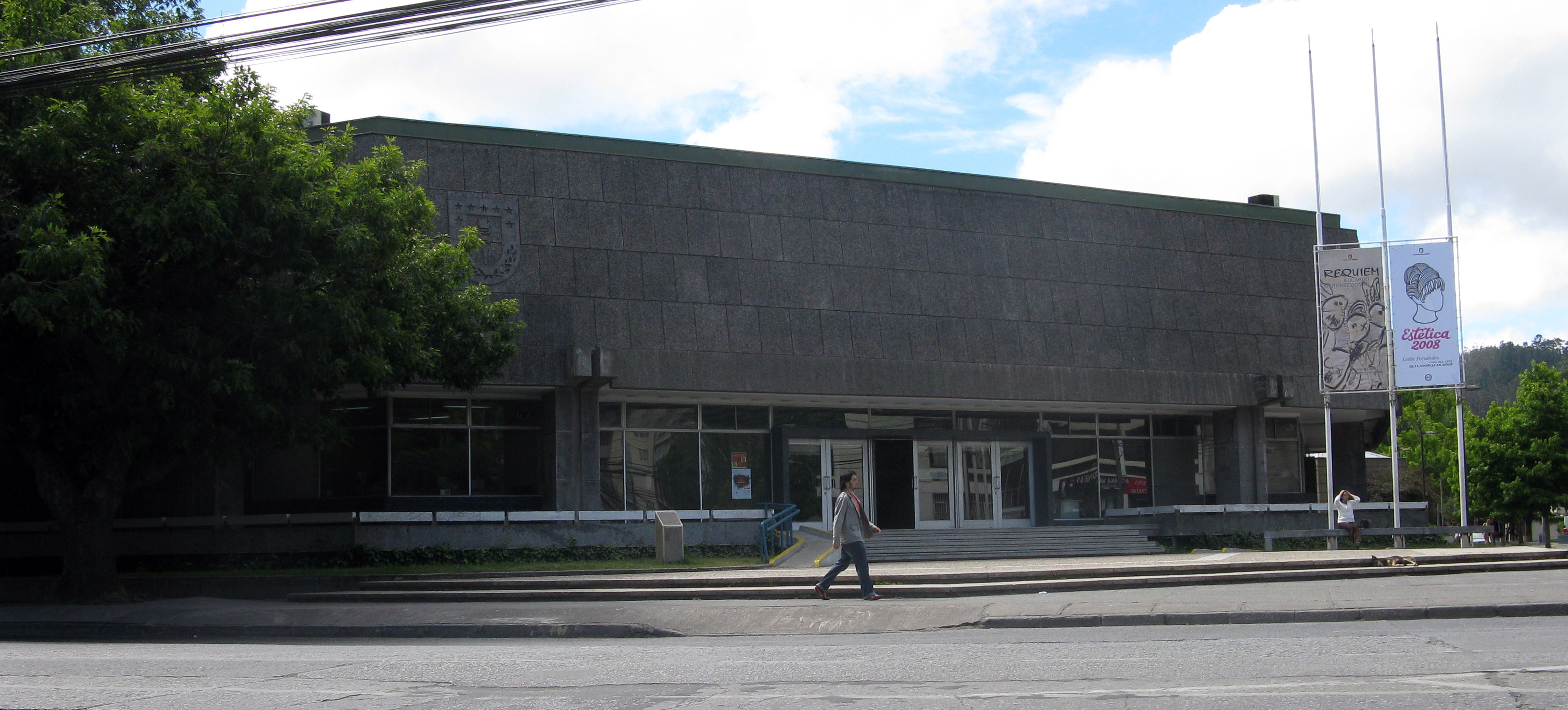
Pinacoteca de la Universidad de Concepción

- Casa del Arte[9] (1967). Concepción, Chile
- Centro Español. Los Ángeles, Chile
- Mercado Lorenzo Arenas (1959).[10] Concepción, Chile
- Parroquia Universitaria. Concepción, Chile
- Colegio Madres Dominicas. Concepción, Chile
- Colegio Alsacia. Concepción, Chile
- Centro Histórico y Cultural de Santa Bárbara (2019).[11] Santa Bárbara, Chile